# Michał Hieronim Radziwiłł
 (novembre 2021).
Si vous disposez d'ouvrages ou d'articles de référence ou si vous connaissez des sites web de qualité traitant du thème abordé ici, merci de compléter l'article en donnant les références utiles à sa vérifiabilité et en les liant à la section « Notes et références ».
Michał Hieronim Radziwiłł (en lituanien : Mykolas Jeronimas Radvila), né le 10 octobre 1744 à Cracovie et mort le 28 mars 1831 à Varsovie, est un magnat et homme politique polono-lituanien, membre de la maison Radziwill, princes du Saint-Empire. Il est ordynat de Kletsk, d'Olyka et de Niasvij.
Nommé grand porte-épée de Lituanie en 1771, il fut maréchal de la Diète de Partition d'avril 1773 à avril 1775 puis membre du Conseil permanent sous le roi Stanislas II. Castellan de Vilnius, il était le dernier voïvode de Vilnius de 1790 jusqu'au troisième partage de la Pologne en 1795.

## Biographie
Michał Hieronim Radziwiłł est le fils de Martin Nicolas Radziwiłł (1705–1782), maréchal du Tribunal de Lituanie et lieutenant général de l'armée lituanienne, et de sa seconde épouse Marta Trembicka (morte en 1812). Son frère est Józef Mikołaj Radziwiłł (1736–1813), voïvode de Troki et de Minsk.
Il est maréchal de la Confédération de Radom. En 1767, il participe à la Diète de Repnine. Le 23 octobre, sous la pression de l'ambassadeur de Russie Nicolas Repnine, il est choisi comme représentant de la Lituanie, chargé de préparer le premier partage de la Pologne. Il est ensuite nommé maréchal de la diète (ainsi qu'Adam Poniński (en)) lors de la Diète de Partition en 1773.
Le 18 septembre 1773, il signe le traité de partition qui cède une grande partie des terres de la République à la Russie, la Prusse et l'Autriche. Dans la même année, il est fait chevalier de l'Ordre de Saint-Stanislas et de l'Ordre de l'Aigle blanc.
En 1774, Radziwiłł achète le palais de Nieborów où il amasse une importante collection d'œuvres d'art.
En 1775, il est nommé au Conseil permanent.
À la diète de Grodno en 1793, le roi Stanislaw Auguste Poniatowski, le nomme membre de la délégation chargée de négocier le deuxième partage de la Pologne. Il est ensuite nommé à la Commission de l'éducation nationale du Conseil permanent.
En 1812, il rejoint la Confédération générale instaurée par Napoléon pour gouverner le nouveau royaume.
Le 28 mars 1831, à l'âge de 87 ans, Michał Hieronim Radziwiłł décède à Varsovie. Il est inhumé à Nieborów.

"
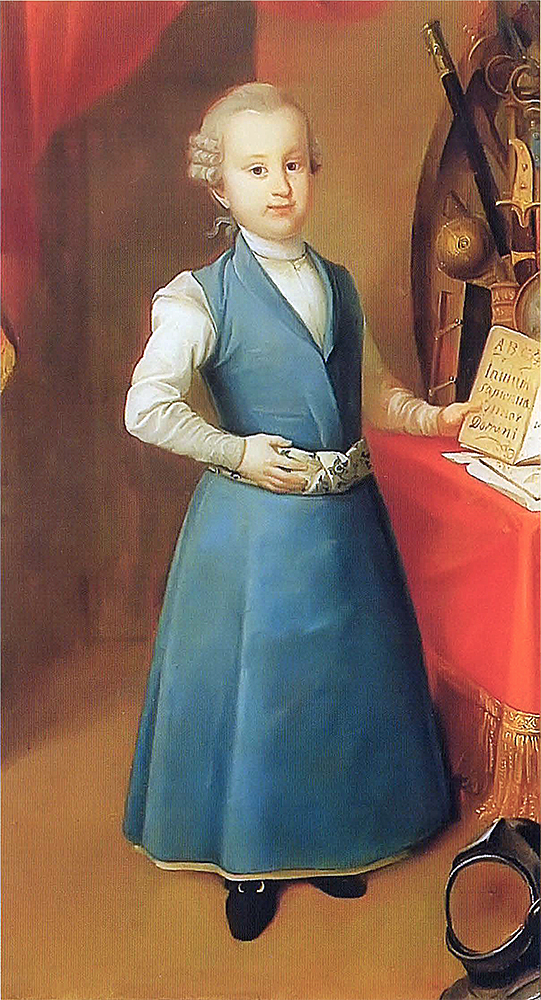
Michał Hieronim Radziwiłł enfant
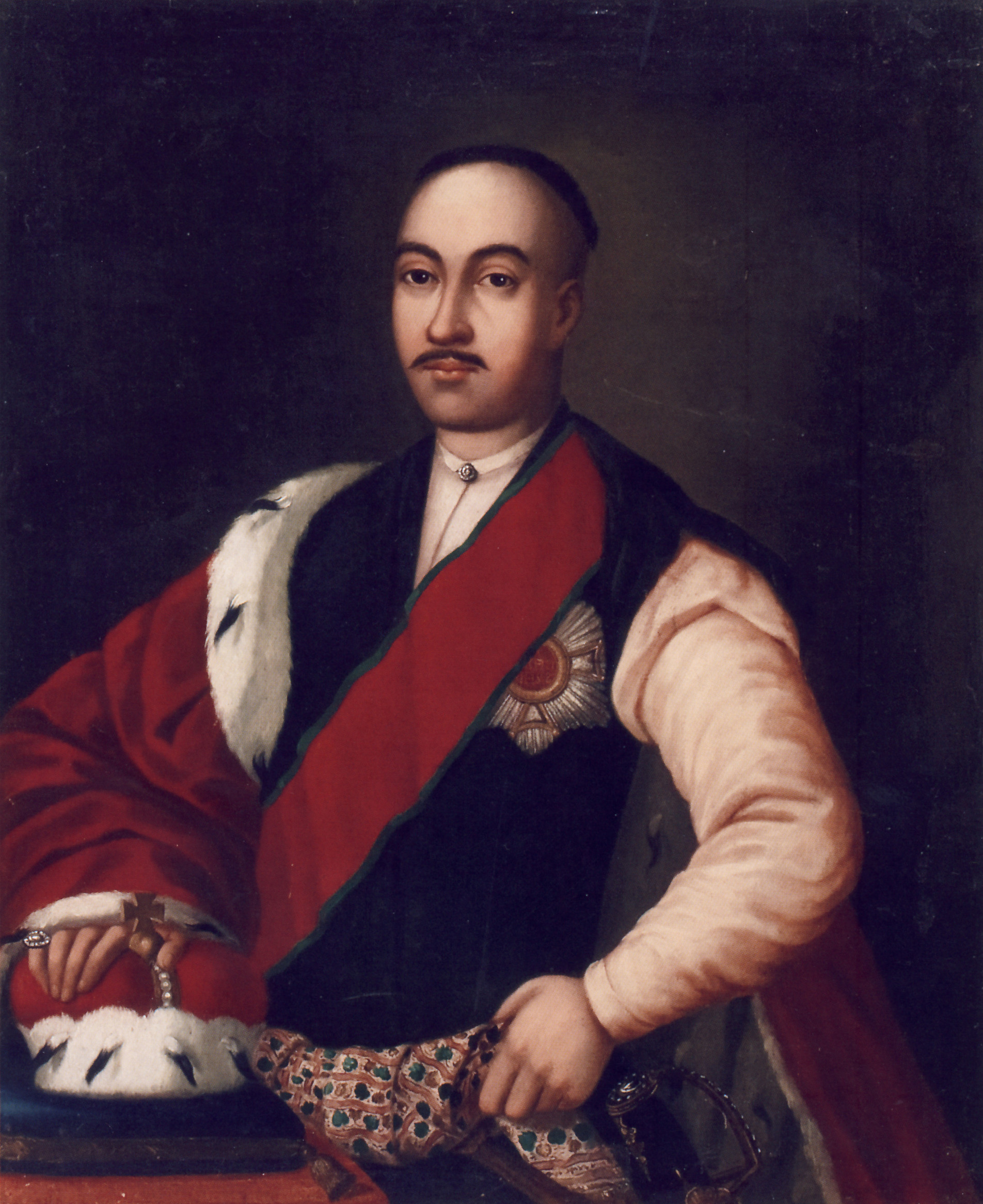
Michał Hieronim Radziwiłł

## Mariage et descendance
Le 26 avril 1771, Michał Hieronim Radziwiłł épouse Helena Przeździecka (pl) qui lui donne pour enfants:
- Ludwik Mikołaj
- Antoni Henryk (1775-1833), gouverneur du Grand-duché de Posen, compositeur,
- Krystyna Magdalena (pl)
- Michał Gedeon (1778-1850), général
- Karol Lukasz
- Andrzej Walentyn
- Aniela Angelika (1781-1808) épouse du prince Constantin Czartoryski
- Róża Katarzyna

"
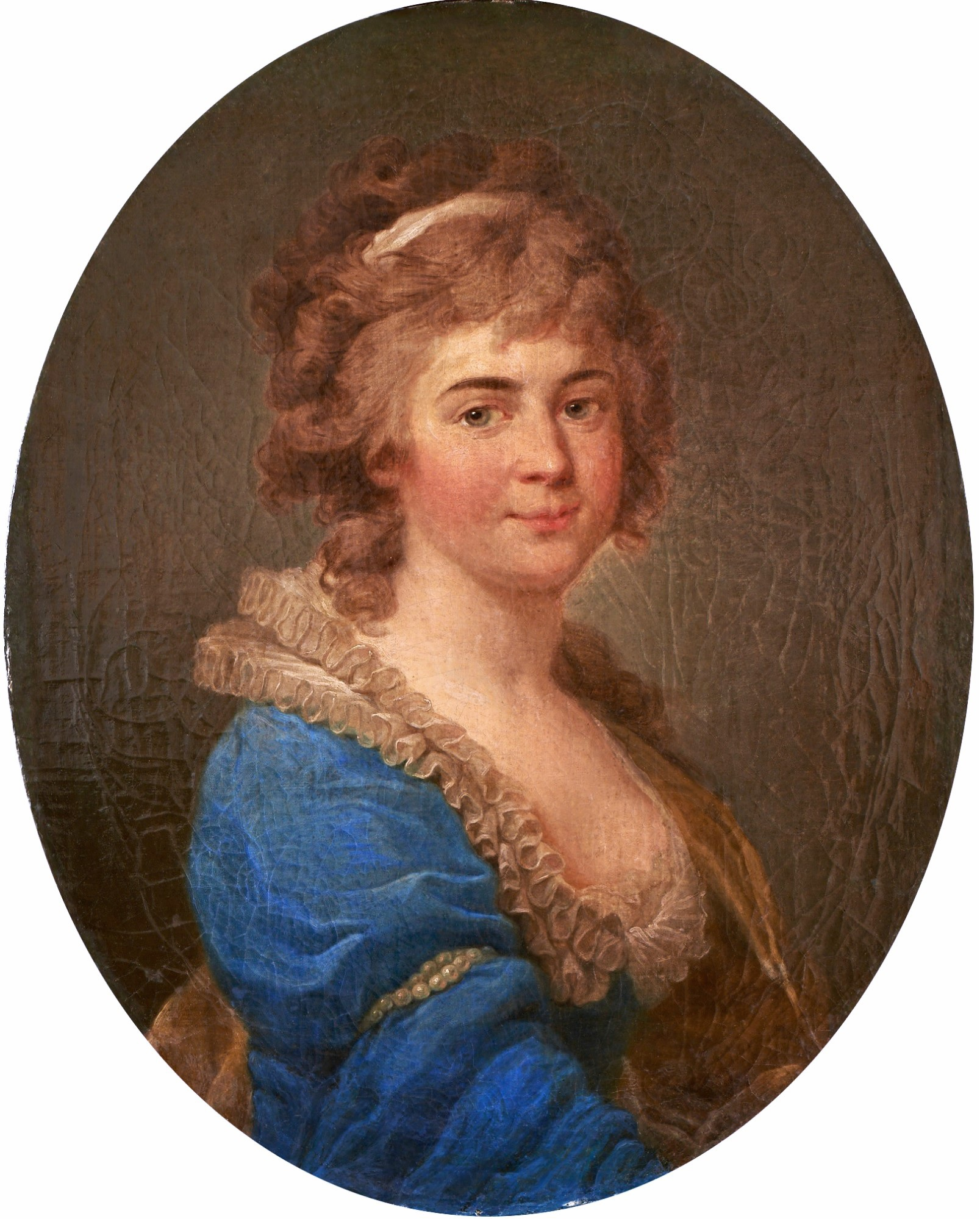
Helena Pšezdecka épouse de Michał Hieronim Radziwiłł
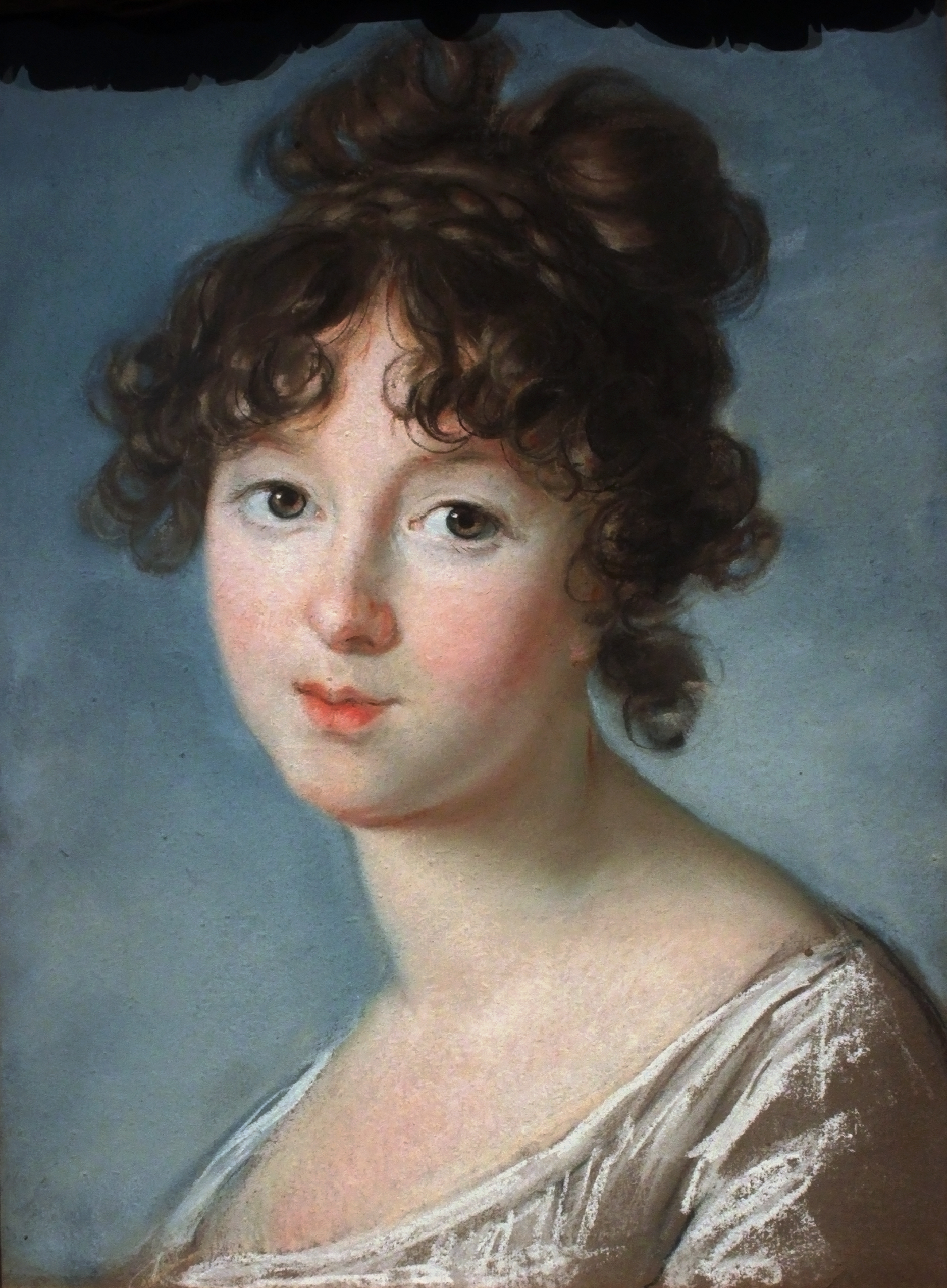
La princesse Aniela Angelika Radziwill, princesse Konstanty Czartoryski (1781-1808) 1800, par Élisabeth Vigée Le Brun Musée des Beaux-Arts de la Ville de Paris
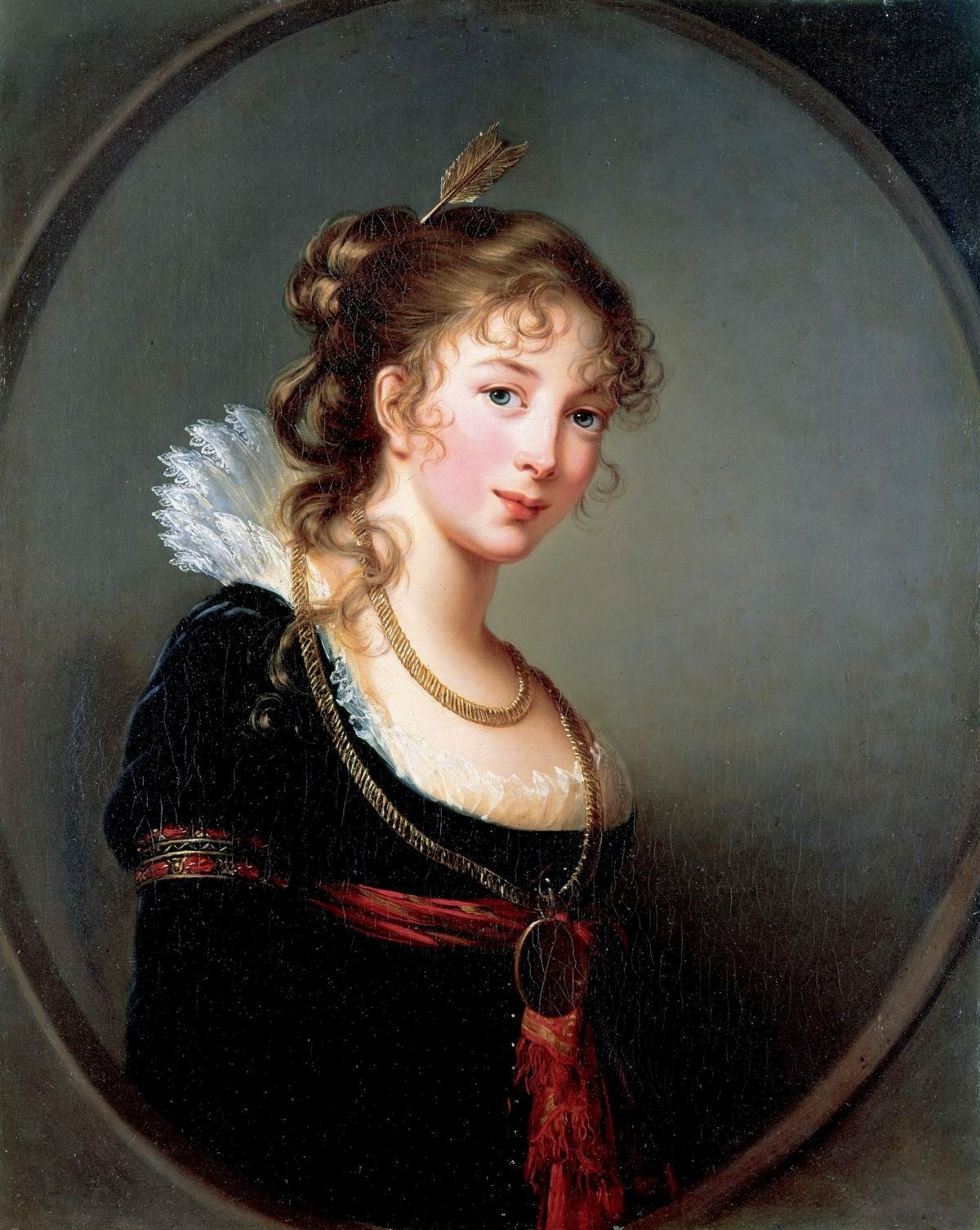
Princesse Antoni Henryk Radziwill 1802, par Élisabeth Vigée Le Brun Collection privée

## Sources
- (pl) Cet article est partiellement ou en totalité issu de l’article de Wikipédia en polonais intitulé « Michał Hieronim Radziwiłł » (voir la liste des auteurs).
- Ressource relative aux beaux-arts :   - RKDartists
- Notice dans un dictionnaire ou une encyclopédie généraliste :   - Internetowa encyklopedia PWN
- Notices d'autorité :   - VIAF
  - ISNI
  - GND
  - Pologne
  - NUKAT